# 別列任齊
49°55′6″N 26°31′3″E / 49.91833°N 26.51750°E
貝雷任齊（烏克蘭語：Бережинці）是位於烏克蘭西部的村莊，由赫梅利尼茨基州裡赫梅利尼茨基區的泰奧菲波爾市鎮負責管轄。該村始建於1579年，面積1.11平方公里，海拔高度271米，2001年人口345。